# Jad Fair
Jad Fair, né le 9 juin 1954, est le chanteur-guitariste du groupe Half Japanese.

## Biographie
Personnage culte de la scène underground américaine, Jad Fair collabore avec de nombreux groupes et artistes parmi lesquels Yo La Tengo, Daniel Johnston, Jason Willett, Naofumi Ishimaru, J Mascis, Kramer, Teenage Fanclub, Bubblies, DQE, The Pastels, R. Stevie Moore, Terry Adams, Tom Ardolino, John Zorn, Fred Frith, Monster Party,  Phono Comb, The Shapira-O'Rama, Moe Tucker, The Dim Stars, Daisy Cooper, David Fair, Lumberob, Richard Hell, Strobe Talbot, Phonocomb, God Is My Co-Pilot, The Tall Dwarfs, Yuri Landman, Thurston Moore, Eye, Eugene Chadbourne, Mara Flynn, Kevin Blechdom, The Work Dogs, Bill Wells, Tom Recchion, Isobel Campbell, Norman Blake, David Fenech, Steve Fisk, Pascal Le Gras & The Tinklers, Chapi Chapo & les petites musiques de pluie
En art comme en musique Jad Fair manie des formes simples et banales, d'une apparente naïveté. Influencées par les découpages mexicains qu'il côtoie régulièrement comme par ceux de son frère David, ses compositions sont autant d'accumulations de scènes légères et grinçantes, qui malgré de faux airs de maladresse manient avec habileté ironie et humour.

## Critique
Dans "Paris bouge",  Laetitia Macherey lui rend cet hommage :

« Jad Fair appartient à cette famille d'artistes torturés sublimant leurs angoisses et qui n'ont de cesse d'innover tout en évitant de se prendre au sérieux. A travers une musique primitive, Jad Fair a enchaîné les odes à l'amour, à l'amitié, à la rédemption offerte par la musique, à l'aliénation mentale provoquée par la médiocrité de la "vie moderne". Il y a dans sa musique une sorte de pureté, d'innocence enfantine, de gratuité totale, de marginalité... »

## Discographie

### Albums
- The Zombies of Mora-Tau EP7 (UK Armageddon) 1980 (Press) 1982
- Everyone Knew ... But Me (Press) 1982
- Between Meals - Oh No I Just Knocked Over a Cup of Coffee (Iridescence) 1983
- Monarchs (Iridescence) 1984
- Best Wishes (Iridescence) 1987
- Jad Fair & Kramer - Roll Out the Barrel (Shimmy-Disc) 1988
- Great Expectations (Ger. Bad Alchemy) 1989
- Attack of Everything no CD - Jad Fair (Paperback - 1990)
- Coo Coo Rocking Time - Coo Coo Party Time (50 Skidillion Watts) 1990
- Greater Expectations (Psycho Acoustic Sounds/T.E.C. Tones) 1991
- Jad Fair EP - Jad Fair (LP Record - 1991)
- Jad Fair and the Pastels - This Could Be the Night EP (UK Paperhouse) 1991
- No. 2: Jad Fair and the Pastels (UK Paperhouse) 1992
- I Like It When You Smile (UK Paperhouse) 1992
- Jad Fair/Jason Willett/Gilles Rieder (UK Megaphone) 1992
- Workdogs in Hell - Workdogs in Hell (1993)
- Jad & Nao - Half Robot (UK Paperhouse) 1993
- Mosquito - Oh No Not Another Mosquito My House Is Full of Them! (Psycho Acoustic Sounds) 1993
- Mosquito - Time Was (ERL/Smells Like) 1993 (Aus. Au-go-go) 1993
- Mosquito - UFO Catcher (Japan. Time Bomb) 1993
- Mosquito - Cupid's Fist (Hol. Red Note) 1994
- Greater Expectations - Jad Fair (1995)
- I Like It When You Smile - Jad Fair (1995)
- Daniel Johnston and Jad Fair (1995) (50 Skidillion Watts) 1989
- SPOOKY TALES: SPIRIT SUMMONING STORIES / SPOOKY SOUNDS OF NOW [paperback & cd] - Jad Fair (1997)
- Jason Willett & Jad Fair - It's All Good, Megaphone Limited
- Jad & Nao - Half Alien (Japan. Sakura Wrechords) 1997
- Jad Fair & Kramer - The Sound of Music: An Unfinished Symphony in 12 Parts (Shimmy-Disc/Knitting Factory) 1998
- 26 Monster Songs for Children - Jad Fair & David (1998)
- Roll Out The Barrel (1999) m& Kramer
- I Like Your Face - Jad Fair & Shapir-O'Rama (1999)
- 13 cd's (1995-2007) & Jason Willett avec The Mighty Super-Heroes, Marginal Talent (MT-426)
- Monsters, Lullabies, and the Occasional Flying Saucer (1996) avec Phono-Comb, (Can. Shake)
- Jad & David Fair - Best Friends (UK Vesuvius) 1996
- Jad Fair & The Shapir-O'Rama - We Are the Rage (Japan. Avant) 1996
- Jackpot, Songs and Art - Jad Fair (Paperback, 1997)
- Strange But True (1998) &Yo La Tengo
- The Sound of Music (1999) & Kramer
- The Lucky Sperms - Somewhat Humorous (Jad Fair, Daniel Johnston), 2001
- It's Spooky (1989) met Daniel Johnston 2001
- Strobe Talbot - 20 Pop Songs, Alternative Tentacles, (Jad Fair, Mick Hobbs, Benb Gallaher) 2001
- Words Of Wisdom And Hope (2002) Teenage Fanclub
- We Are the Rage - Jad Fair & the Shapir-O Rama (2002)
- The Attack of Everything (Paperback + cd) - Jad Fair & Jason Willett (2002)
- Six Dozen Cookies - Jad & David Fair (2006)
- FairMoore - Steve Moore & Jad Fair (2006)
- Superfine - Jad Fair & Jason Willett (2007)
- Yuri Landman Ensemble feat. Jad Fair & Philippe Petit - That's Right, Go Cats, Siluh Records/Thick Syrup Records 2012

### Download
- Elenor - Jad Fair (Music Download)
- Something To Sing About - Jad Fair (Music Download)
- A Reason - Jad Fair (Music Download)
- Here Comes Roxanne - Jad Fair (Music Download)
- Smile - Teenage Fanclub & Jad Fair (Music Download)
- Stale Spaghetti - Jad Fair (Music Download)
- Sunshiney sunshine (free album) « jadfair.org »(Archive.org • Wikiwix • Archive.is • Google • Que faire ?) (consulté le 6 mai 2013)

Documentaire
- The Devil and Daniel Johnston (DVD - Sep 19, 2006)

En publication
- Our Band Could Be Your Life: Scenes from the American Indie Underground 1981-1991 - Michael Azerrad (Paperback - 2002)